# 科尔多瓦的佩拉吉乌斯
科尔多瓦的圣佩拉吉乌斯（也称为圣佩拉约·马蒂尔，约912年－926年），是一位基督徒的男孩，10岁时被叔叔送去哈里发阿卜杜勒·拉赫曼三世做抵押，来交换之前被摩尔人捕获的主教赫莫伊裘斯（Hermoygius）。然而并没能交换成功，佩拉吉乌斯被囚禁了三年。近代研究表明，根据其他犯人的证词，当他年满13岁，他的勇气和信念给哈里发留下深刻的印象。哈里发表示如果他改信伊斯兰教，他将获得自由。男孩當時已经是一名虔诚的基督徒，他拒绝了哈里发的条件。
这个故事的早期版本加入了孩子的美貌以及哈里发的同性欲望。与此同时，早期唱诗班对他的美貌的恭维，暗示一部分基督徒意识到对这种美的爱慕之情是多么危险，并促使现代研究者注意到对圣佩拉吉乌斯的崇拜仪式的重点正在于如同当年的哈里发那样，对佩拉吉乌斯的美貌的专注。
更为情色的版本是当佩拉吉乌斯13岁时，他的美貌让哈里发爱上了他。虔诚的基督徒少年拒绝哈里发的求爱，击打并侮辱了帝王。被激怒的阿卜杜勒·拉赫曼三世折磨了他六个小时后，肢解了他。还有种说法是他自己脱光衣服后，被人扔出了城墙，虽然这些人也赞美佩拉吉乌斯拒绝满足哈里发的愿望。
佩拉吉乌斯以“圣佩拉吉乌斯”為名被追认为基督教殉教者，纪念日是6月26日。圣佩拉吉乌斯的崇拜给予了伊比利亚收复失地运动数百年的精神养料；照现代学者看来，同时也是一个将伊斯兰教（穆斯林）塑造成道德劣于其他宗教的经典案例。圣佩拉吉乌斯也是冈德斯海姆修道院诗人修女赫罗斯维塔一首诗歌的主题。